# Marijan Oblak
Marijan Oblak (* 8. Dezember 1919 in Veli Rat auf Dugi Otok, Jugoslawien, heute Kroatien; † 15. Februar 2008 in Zadar, Kroatien) war ein kroatischer Priester und römisch-katholischer Funktionär. Er war von 1969 bis 1996 Erzbischof des Erzbistums Zadar.

## Leben
Marijan Oblak wurde am 5. August 1945 in Šibenik zum römisch-katholischen Priester geweiht. Von 1945 bis 1949 war Oblak Präfekt des bischöflichen Priesterseminars in Šibenik. Zudem von 1945 bis 1949 Religionslehrer am staatlichen Gymnasium in Šibenik. Von 1949 bis 1951 war er Präfekt des erzbischöflichen Priesterseminars „Zmajević“ in Zadar, ebenda Religionslehrer am erzbischöflichen Gymnasium. 1955 wurde Oblak Vizerektor im erzbischöflichen Priesterseminar in Zadar, auch lehrte Oblak als Professor im Fachgebiet Französische Sprache, Kroatische Sprache und Literatur am erzbischöflichen Gymnasium in Zadar.
1958 wurde er von Papst Pius XII. zum Titularbischof von Flavias ernannt und zum  Weihbischof in Zadar bestellt. Die Bischofsweihe am 6. Juli 1958 spendete ihm der Erzbischof von Zadar, Mate Garkovic, sowie die Mitkonsekratoren Ciril Banic, Bischof von Šibenik, und Stjepan Bauerlein, Bischof von Sirmio.
Als Weihbischof fungierte Marijan Oblak pastoral als Generalvikar und Rektor des erzbischöflichen Priesterseminars. Ab 1968 bis 1969 war Oblak Kapitularvikar im Erzbistum Zadar. Dazu übernahm Marijan Oblak ab dem 24. Mai 1969 das Amt des Apostolischen Administrators. Am 27. Juli 1969 wurde er von Papst Paul VI. in Nachfolge von Mate Garkovic zum Erzbischof von Zadar ernannt.
1996 wurde dem altersbedingten Rücktrittsgesuch von Marijan Oblak durch Papst Johannes Paul II. stattgegeben; sein Nachfolger als Erzbischof wurde Ivan Prenđa.